# Monografie
Als Monografie (auch Monographie; griechisch μονογραφία monographía, „Einzelschrift“; auch bekannt als „Einzeldarstellung“) bezeichnet man eine umfassende, in sich geschlossene schriftliche Abhandlung über einen einzelnen Gegenstand, also ein einzelnes Werk oder ein spezielles Problem.
In der Wissenschaft hat die Monografie bis heute in vielen Fächern herausragende Bedeutung. Insbesondere in den Kultur-, Literatur-, Sprach- und Sozialwissenschaften sind Monografien nach wie vor wichtige Forschungsbeiträge, da sie nicht nur neue Fragestellungen bearbeiten, sondern komplexe Themenfelder zusammenfassen und dabei auch Primär- und Sekundärliteratur verdichten. Monografien können somit für ihren jeweiligen Fachbereich zu Standardwerken werden.

## Abgrenzung
Die häufigste Form der Monografie ist in der Literatur die Biografie, die auch das Gesamtwerk bzw. die Bedeutung und allgemeine Bewertung eines Künstlers, Schriftstellers oder einer sonstigen für die Öffentlichkeit meist bedeutenden Person behandelt.
Die Definition, was als Monografie angesehen wird, ist jedoch nicht immer eindeutig und kann sich von Fachgebiet zu Fachgebiet unterscheiden. Dies macht die Erfassung von Publikationszahlen schwierig, eine Studie von 2019 geht von weltweit etwas mehr als 80.000 neu veröffentlichten wissenschaftlichen Monografien pro Jahr aus.

### Wissenschaft
Bei wissenschaftlichen Druckwerken mit völlig voneinander getrennt von verschiedenen Autoren verfassten Kapiteln handelt es sich in der Regel um Sammelbände oder Handbücher. Von letzteren, die durchaus auch von einem einzigen Autor verfasst sein können, unterscheidet sich die Monografie formal in der Regel durch Thesenbildung und die Bearbeitung einer konkreten Forschungsfrage. Handbücher hingegen wollen grundsätzlich den aktuellen Forschungsstand zusammenfassend darstellen, nicht wesentlich über ihn hinausweisen.
In akademischen Publikationsverzeichnissen wird meist zwischen Monografien, Herausgabewerken, Beiträgen in Sammelbänden und Fachzeitschriften, Rezensionen und Miszellen sowie Internettexten unterschieden. In Literatur- und Quellenverzeichnissen finden sich – je nach Konventionen des Faches – häufiger Unterscheidungen zwischen Monografien, Aufsätzen und Internetquellen.

### Bibliothekswesen
Im Bibliothekswesen wird der Begriff Monografie rein formal verwendet: Er bezeichnet alle ein- oder mehrbändig erschienenen Schriften mit dem Text eines Autors bzw. einer Autorengruppe. Der Begriff wird auch für alle selbständigen und abgeschlossenen Veröffentlichungen verwendet, die ein einzelnes, begrenztes Thema behandeln. Die Bezeichnung unterscheidet so von unselbstständiger Literatur wie zum Beispiel Aufsätzen in Fachzeitschriften, aber auch von Periodika.

### Arzneibücher
Im Arzneibuch werden im Monografieteil die Eigenschaften und Anforderungen einzelner Stoffe ausführlich behandelt. Die Monografie gliedert sich dabei in die Abschnitte Anforderungen an Eigenschaften, Identität, Reinheit und Gehalt sowie eine Sammlung von analytischen Methoden zur Bestimmung der letzten drei Größen. Jeder pharmazeutisch eingesetzte Stoff hat den Anforderungen der Arzneibuchmonografie zu entsprechen.